# Cem Karaca
Muhtar Cem Karaca conocido por el nombre artístico Cem Karaca (5 de abril de 1945 - 8 de febrero de 2004) fue un prominente músico de rock turco y una de las figuras más importantes del movimiento de rock de Anatolia. Se graduó en Robert College. Trabajó con varias bandas de rock turco como Apaşlar, Kardaşlar, Moğollar y Dervişan. Con estas bandas, trajo una nueva comprensión e interpretación a rock turco.

## Biografía
Fue el único hijo de Mehmet Ibrahim Karaca, un actor de teatro de origen azerbaiyano, e İrma Felekyan (Toto Karaca ), una popular actriz de ópera, teatro y cine,  de origen armenio. Su primer grupo se llamó Dynamites y era una banda de rock clásica. Más tarde se unió a Jaguars, una banda de admiradores de Elvis Presley. En 1967, comenzó a escribir su propia música, uniéndose a la banda Apaşlar, su primer grupo en lengua turca. El mismo año, participó para el «micrófono de oro» (en turco :Altın Mikrofon), un concurso de música popular en el que ganó el segundo lugar con su canción Emrah. En 1969, Karaca y el bajista Serhan Karabay abandonaron Apaşlar y comenzaron un grupo original de Anatolia llamado Kardaşlar. En 1972, Karaca se unió al grupo Moğollar («Los mongoles») y escribió una de sus canciones más conocidas, Namus Belası. 
A principios de 1979, se fue a Alemania Occidental por motivos de negocios, donde también comenzó a cantar en lengua alemana, es decir, desde el otoño de 1980, primero una letra de Nazim Hikmet - Kız Çocuğu: Cem interpretó los versos alemanes. alternando con su amigo, arreglista, productores y multiinstrumentistas Ralf Mähnhöfer asistiendo a Cem en un solo de piano de cola o por la banda Anatology cantando la canción en turco.
Turquía continuó girando fuera de control con toques de queda militares y el golpe de Estado turco el 12 de septiembre de 1980. El general Kenan Evren se hizo cargo del gobierno y prohibió temporalmente todos los partidos políticos de la nación. Después del golpe, muchos intelectuales, incluidos escritores, artistas y periodistas, fueron arrestados. Una orden fue emitida para el arresto de Karaca por el gobierno de Turquía. El estado invitó a Karaca varias veces, pero Karaca, sin saber qué sucedería a su regreso, decidió no regresar. Mientras estaba en Alemania, su padre murió, pero no pudo regresar para asistir al funeral. Después de un tiempo, el gobierno turco decidió quitarle a Cem Karaca su ciudadanía turca, manteniendo activa la orden de arresto. 
Varios años más tarde, en 1987, el primer ministro y líder del partido Turgut Özal, emitió una amnistía para Karaca. Poco después, regresó a Turquía. También trajo consigo un nuevo álbum, Merhaba Gençler ve Her zaman Genç Kalanlar, una de sus obras más influyentes. Su regreso a casa fue recibido alegremente por sus admiradores, pero durante su ausencia Karaca había perdido a la audiencia joven y había adquirido solo unos pocos nuevos oyentes. Murió el 8 de febrero de 2004 y fue enterrado en el Cementerio de Karacaahmet en el distrito Üsküdar de Estambul.

## Discografía

### 45s
- Emrah/Karacaoğlan (1967) (con Apaşlar)
- Hudey / Vahşet / Bang Bang / Shakin' All Over (1967) (con Apaşlar)
- Emrah / Hücum / Karacaoğlan / Ayşen (1967) (con Apaşlar)
- Ümit Tarlaları/Anadolu Oyun Havası/Suya Giden Allı Gelin/Nasıl Da Geçtin (1967) (con Apaşlar)
- İstanbul'u Dinliyorum/Oy Bana Bana (1968) (con Apaşlar y Ferdy Klein Band)
- Oy Babo/Hikaye (1968) (con Apaşlar)
- İstanbul/Why (1968) (con Apaşlar y Ferdy Klein Band)
- Emrah 1970/Karanlık Yollar (1968) (con Apaşlar y Ferdy Klein Band)
- Resimdeki Gözyaşları/Emrah (1968) (con Apaşlar y Ferdy Klein Band)
- Resimdeki Gözyaşları/Şans Çocuğu (1968) (con Apaşlary Ferdy Klein Band)
- Tears/No, No, No (1968) (con Apaşlar y Ferdy Klein Band)
- Ayrılık Günümüz/Gılgamış (1969) (con Apaşlar y Ferdy Klein Band)
- Zeyno/Niksar (1969) (con Apaşlar y Ferdy Klein Band)
- Bu Son Olsun/Felek Beni (1969) (con Apaşlar y Ferdy Klein Band)
- Emmioğlu/O Leyli (1970) (con Ferdy Klein Band)
- Kendim Ettim kendim Buldum/Erenler (1970) (con Ferdy Klein Band)
- Adsız/Unut Beni (1970) (con Ferdy Klein Band)
- Muhtar/Baba (1970) (con Ferdy Klein Band)
- Dadaloğlu/Kalender (1970) (con Kardaşlar)
- Oy Gülüm Oy/Kara Sevda (1971) (con Kardaşlar)
- Tatlı Dillim/Demedim Mi (1971) (con Kardaşlar)
- Kara Yılan/Lümüne (1971) (con Kardaşlar)
- Acı Doktor (Kısım 1)/Acı Doktor (Kısım 2) (1971) (con Kardaşlar)
- Kara Üzüm/Mehmet'e Ağıt (1971) (con Kardaşlar)
- Askaros Deresi/Üryan Geldim (1972) (con Kardaşlar)
- Obur Dünya/El Çek Tabib (1973) (con Moğollar)
- Gel Gel/Üzüm Kaldı (1973) (con Moğollar)
- Namus Belası/Gurbet (1974) (con Moğollar)
- Beyaz Atlı/Yiğitler (1974) (con Dervişan)
- Tamirci Çırağı/Nerdesin? (1975) (con Dervişan)
- Mutlaka Yavrum/Kavga (1975) (con Dervişan)
- Beni Siz Delirttiniz/Niyazi (1975) (con Dervişan)
- Parka/İhtarname (1976) (conDervişan)
- Mor Perşembe/Bir Mirasyediye Ağıt (1977) (con Dervişan)
- 1 Mayıs/Durduramayacaklar Halkın Coşkun Akan Selini (1977) (con Dervişan)

### LP
- Apaşlar-Kardaşlar (1972)
- Cem Karaca'nın Apaşlar, Kardaşlar, Moğollar ve Ferdy Klein Orkestrasına Teşekkürleriyle (1974)
- Nem Kaldı (1975)
- Parka (1977)
- Yoksulluk Kader Olamaz (1977) (Fue lanzado de nuevo con diferentes portadas, tipo de canciones y canciones en 2003.)
- Safinaz (1978) (Fue lanzado de nuevo como casete compacto y CD en 1994 y con una versión diferente después de la muerte de Cem Karaca.)
- Hasret (1980) (It was sold as LP and tape)
- Bekle Beni (1982) (It was sold as tape only)
- Die Kanaken (1984)
- Merhaba Gençler ve Her Zaman Genç Kalanlar (1987)  (It was sold as compact cassette and CD)